# The Venetian Convention and Expo Center
The Venetian Convention and Expo Center, kallas oftast enbart Venetian Expo, tidigare Sands Expo and Convention Center, är en konferensanläggning som ligger på tomten till kasinot The Venetian Las Vegas i Paradise, Nevada i USA. Den ägs av Vici Properties och drivs av Apollo Global Management. Anläggningen har 45 mötesrum och flertal salar och den totala utställningsytan är på mer än 209 000 kvadratmeter.
År 1988 inleddes bygget av Sands Expo på mark bakom det dåvarande kasinot Sands Hotel and Casino och stod färdig 1990 till en kostnad på $105 miljoner. Vid den tidpunkten var den världens näst största konferensanläggning och den enda privatägda i USA. Den har renoverats två gånger, 2003 och 2008. Den 1 september 2021 bytte konferensanläggningen till det nuvarande namnet.
Den 22 februari 2022 sålde Las Vegas Sands princip alla sina större tillgångar i Nevada och USA, det vill säga The Palazzo, The Venetian Convention and Expo Center, The Venetian Las Vegas, The Venezia samt sin del av MSG Sphere at The Venetian, till Vici Properties för fyra miljarder dollar. Riskkapitalbolaget Apollo Global Management förvärvade facility management-rättigheterna till tillgångarna för 2,25 miljarder dollar.